# トランク (ソフトウェア)
トランク (英: trunk)とは、ソフトウェア開発の分野では、リビジョン管理下での根幹となるブランチ（バージョン）を指す。トランクのファイルツリーには名前がついていない。開発者がトランクのみで作業している場合、プロジェクトには常に最新バージョンが含まれるが、不安定なバージョンとなっている可能性も高い。よってバージョン管理の別の方法として、ブランチをトランクから分割し、そのブランチに変更を実装し、ブランチが安定して機能していることが確認できたら、変更をトランクにマージして戻す方法がある。開発モードとコミットポリシーに応じて、トランクには最も安定したバージョン、最も安定していないバージョン、またはその中間のバージョンが含まれる場合がある。トランクは、ベースライン、メインライン、マスターと呼ばれることもあるが、類似しているが異なる意味で使用される。(バージョン管理#一般的な語彙を参照)トランクは大まかにヘッドと呼ばれることもあるが、適切にはヘッドはブランチではなく、特定のブランチでの最新のコミットを指し、トランクと名前付きブランチの両方に独自のヘッドがある。 
多くの場合、主な開発者の作業はトランクで行われ、安定したバージョンは分岐し、時折バグ修正が分岐からトランクにマージされる。将来のバージョンの開発がトランク以外のブランチで行われる場合、通常、頻繁に変更されないプロジェクト、またはトランクに組み込む準備ができるまで変更の開発に長い時間がかかると予想されるプロジェクトに対して行われる。